# Isla del Almirantazgo
La isla del Almirantazgo (en  inglés, Admiralty Island) es una isla localizada en la parte nororiental del archipiélago Alexander, en la costa noroccidental de Alaska. Tiene 145 km de largo, 56 km de ancho, y una superficie 4264,1 km², siendo por superficie la séptima isla de los Estados Unidos y la 132.ª del mundo. En el censo de 2000 en la isla vivían 650 personas. Es una de las tres «islas ABC de Alaska» (Admiralty, Baranof y Chichagof). 

## Geografía
La isla del Almirantazgo está limitada: 
- al sureste, por el Frederik Sound, que la separa de la isla Kuiu y la isla de Kupreanof;
- al este, por el pasaje Stephens (Stephens Passage), que la separa del continente;
- al norte, por el mismo pasaje Stephens, que la separa de la isla Douglas y de la isla Shelter;
- al oeste, por el estrecho de Chatham (Chatham Strait), que la separa de la isla de Chichagof y de la isla de Baranof;

La isla tiene una forma muy irregular, con profundos entrantes que crean muchos brazos, penínsulas y que llegan incluso a dividirla en varias partes. Los más importantes son: en la costa meridional, el Surprise Harbour, la cala Murder, la bahía Herring, el Eliza Harbour, la bahía Little Pybus y la bahía Pybus; en la costa oriental, la bahía Gambier y el canal Seymour, la hendidura más profunda de toda la isla que deja una larga lengua como península, casi separada del resto, en el que están las pequeñas islas de Tiederman y Swan; y en la costa occidental, el Hawk Inlet, el Kootnahoo Inlet, la bahía Hood, la bahía Chaik y la bahía Whitewater. 
En la isla hay varios lagos de importancia, que de sur a norte, son: Eliza, Kanalku, Davidson, Distin, McKinney, Guerin, Alexander, Beaver, Hasselborg, Thayer, Florence, Kathleen, Slide y Young.

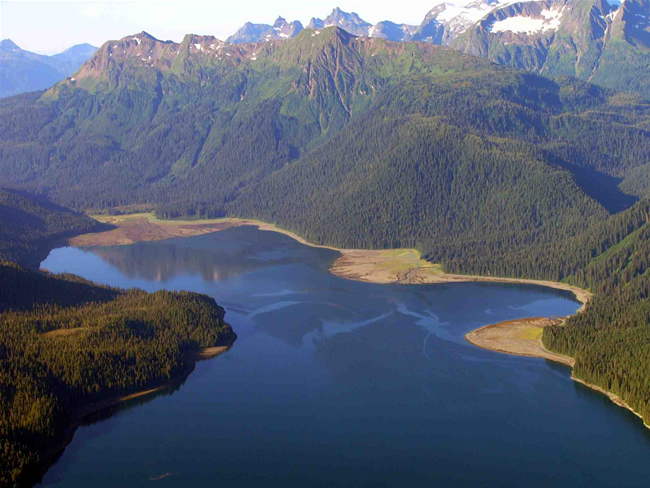
Puerto Windfall, un puerto natural excepcional dentro del ámbito del Monumento Nacional.

Toda la isla del Almirantazgo está incluida en el bosque nacional Tongass (Tongass National Forest), un bosque declarado como tal en 1907. Se trata del mayor de los bosques nacionales de los EE. UU. y comprende la mayor parte del archipiélago de Alexander. La mayoría de la isla —3.868 km²— pertenece además al área protegida del Monumento Nacional de la Isla del Almirantazgo (Admiralty Island National Monument), una zona silvestre protegida por el gobierno federal a partir de la proclamación presidencial como monumento nacional de Jimmy Carter el 1 de diciembre de 1978. La gestión del monumento le corresponde al Servicio Forestal de los EE. UU. Posteriormente se declaró parte del monumento —unos 74 km²— como  «área salvaje Kootznoowoo» (Kootznoowoo Wilderness). Es una superficie única en el sureste de Alaska, ya que abarca vastos rodales de bosques templados de antiguo crecimiento. Estos bosques proporcionan algunos de los mejores hábitats disponibles para especies como el oso pardo, el águila calva y el venado de cola negra de Sitka. 
La mina de Greens Creek es una mina subterránea de plata, oro, zinc y minería de plomo que se encuentra en el extremo noroeste de la isla, en el área del monumento nacional. Comenzó a funcionar en 1989. 
Conocida por los tlingit como Xootsnoowú, es decir, «fortaleza del oso», o «fortaleza de los osos», la isla del Almirantazgo tiene la mayor densidad de osos pardos en América del Norte. Se estima que 1.600 osos pardos viven en la isla, superando en número a los residentes humanos en una proporción de casi tres a uno. Angoon, un asentamiento tradicional de la comunidad tlingit de 572 personas, es la única localidad de la isla, aunque hay un pequeño sector poblado perteneciente a la  Ciudad y Borough de Juneau, que comprende 264,68 km² (el 6,2 % de la  isla), cerca de su extremo norte. 
El «área de avistamiento de osos pardos de Pack Creek» (Pack Creek Brown Bear Viewing Area) ofrece a los visitantes la oportunidad de observar el oso pardo en su hábitat natural mientras pesca el salmón e interactuar con ellos durante los meses de verano. Se requieren permisos para todos los visitantes de Pack Creek, que puede obtenerse a través del Servicio Forestal de los EE. UU. 
La isla del Almirantazgo también ofrece oportunidades para el recreo al aire libre en el sudeste de Alaska. El Servicio Forestal mantiene varias cabañas de uso público en la isla, así como la ruta de canoas de la Cruz del Almirantazgo (Cross Admiralty Canoe Route), que une los lagos de la isla a través de una serie de portajes. 
El faro de Punta Retiro (Point Retreat Light) se localiza en el extremo norte de la isla del Almirantazgo y fue una importante ayuda a la navegación.